# شاهزاده (شاهزاده ایران)
شاهزاده (به انگلیسی: The Prince) نام شخصیت اصلی سری بازی‌های ویدئویی شاهزاده ایران است.

## شن‌های زمان
شاهزاده در شن‌های زمان ظاهری بسیار شاداب و سرحال دارد (بر خلاف قلمرو جنگجویان) ولی حرکات و تکنیک های محدودی را داراست.

## در قلمرو جنگجویان
شاهزاده در بازی دوم یعنی شاهزاده ایران: جنگجوی درون ظاهری آشفته و خشن را دارد که در عوض حرکات و تکنیک بسیار پیشرفته‌تر و کشنده‌تر را داراست.

## دو سریر
شاهزاده در بازی سوم دو سریر قدرتی خارق‌العاده را دارد که چهره‌اش نیز شاداب‌تر از بازی دوم است.

## شن‌های فراموش‌شده
شاهزاده در شن‌های فراموش‌شده در واقع شاهزاده داستان اول است و با قدرت نسبتاً بالایی که دارد توانست راتاش را نابود کند.